# Livilla
Claudia Liva Julia vanligen Livilla, född 13 f.Kr., död 31 e.Kr., var dotter till Nero Claudius Drusus och Antonia minore och syster till Claudius, romersk kejsare 41-54. 
Livilla blev beryktad i Rom då hon misstänktes för att vid sidan om sitt äktenskap med Drusus, son till kejsar Tiberius, ha en utomäktenskaplig affär med Tiberius pretorianprefekt, Sejanus. Sedan denne avslöjats bereda en statskupp riktad mot kejsaren lät Tiberius avrätta Sejanus. Sedan detta skett lät Antonia, Livillas mor stänga in henne i ett rum där hon svalt till döds. Detta hade normalt varit faderns ansvar, om än inte förpliktelse, men Drusus hade avlidit 40 år tidigare under en ridolycka i Germanien. 
Livilla har porträtterats i tre TV:serier. 